# Last Breath
Last Breath es una película de suspenso y supervivencia de 2025 dirigida por Alex Parkinson y escrita por Parkinson, Mitchell LaFortune y David Brooks. Está protagonizada por Woody Harrelson, Simu Liu, Finn Cole y Cliff Curtis. Es una nueva versión cinematográfica del documental de 2019 que Parkinson codirigió con Richard da Costa, y sigue a un grupo de buzos de aguas profundas que corren para rescatar a un compañero de equipo varado después de un accidente.
La película se estrenó en cines en Estados Unidos y Reino Unido el 28 de febrero de 2025, por Focus Features y Entertainment Film Distributors, respectivamente. Recibió resñas generalmente positivas de los críticos.

## Reparto
- Woody Harrelson como Duncan Allcock
- Simu Liu como David Yuasa
- Finn Cole como Chris Lemons
- Cliff Curtis como Capitán Andre Jenson
- Mark Bonnar como Craig
- MyAnna Buring como Hanna
- Bobby Rainsbury como Morag
- Josef Altin como Mike

## Producción
En mayo de 2022, se anunció que Alex Parkinson dirigiría una nueva versión cinematográfica narrativa de su documental de 2019, con Woody Harrelson, Simu Liu y Djimon Hounsou elegidos para protagonizar.
La fotografía principal comenzó en Malta en mayo de 2023 y se prolongó hasta julio con Finn Cole uniéndose al elenco.
En mayo de 2024, Focus Features adquirió los derechos de distribución de la película en territorios que incluyen Estados Unidos, Francia, Escandinavia, Australia, Nueva Zelanda, China, Indonesia, Malasia, Corea del Sur y Vietnam, mientras que FilmNation Entertainment cofinanció la película y manejó las ventas internacionales.

## Estreno
Last Breath se estrenó por primera vez en Grecia el 27 de febrero de 2025 y fue estrenada en Estados Unidos el 28 de febrero de 2025.